# Apokrifek
Az apokrifek (vagy apokrifok) a legáltalánosabb meghatározás szerint olyan írások, amelyek valamilyen módon szentírás jelleget követelnek, vagy amelyeket bizonyos vallási irányzatok, szekták szentírásként fogadnak el, de nem vették fel a kánonba.
A kifejezés eredeti, szűkebb értelmében olyan ezoterikus írások, amelyeket nem vettek fel valamely szent könyv elfogadott kánonjába. Tágabb értelmében apokrif minden kétes tekintélyű írás.

## Etimológia
A szó az ógörög ἀπόκρυφος (apokrifosz) kifejezésből származik. Jelentése: „elrejtett, titkos”.

## Ezoterikus apokrifek
Az apokrif (ἀπόκρυφος) szót először olyan írásokra alkalmazták, amelyeket titokban tartottak, mivel ezek az ezoterikus tudás hordozói voltak, amelyeket túl túl szentnek tartottak ahhoz, hogy a beavatottakon kívül bárki másnak felfedjék. Prodikosz tanítványai például azzal dicsekedtek, hogy náluk vannak Zoroaszter titkos (ἀπόκρυφα) könyvei.

## Szibillák jóslatai
A szibillai jóslatok az ókor végén széles körben ismert próféciák gyűjteménye, amelyeket Istentől ihletettnek tartott látnok asszonyok jövendöltek a 2–3. században. A Homérosz által használt hexameterben jegyezték le őket. Homályos jóslatok szövevénye királyságokról, népekről, városokról, uralkodókról.
A Szibüllák személyét rejtély övezi. Euripidész (†Kr. e. 406), Arisztophanész (†Kr. e. 386) és Platón (†Kr. e. 347) mindig csak a „Jósnőről” beszéltek, míg későbbi szerzők – például Marcus Terentius Varro (†Kr. e. 27) –, tízet neveznek meg: a perzsa, líbiai, delphoi-i, cimmeri, szamariai, hellespontoszi, phrygiai, tiburi és erüthreiai, valamint a cumeai Szibillákat. (A két utolsó azonos.) E két utóbbi örvendett a legnagyobb tiszteletnek Rómában. A pogány korban a Szibilláktól származó jóslatokat és előrejelzéseket gondosan gyűjtötték és féltve őrizték Jupiter főtemplomában és csak súlyos válságok idején kértek tanácsot belőlük.
A Kr. e. 2. századtól az Alexandriában élő hellenista zsidók kihasználva e pogány jóslatok nagy divatját és a kor vallási nézeteire gyakorolt hatásukat, a szibilliai jóslatokhoz hasonló verseket írtak zsidó hittanaik és tanításaik pogányok közötti terjesztésére. Ez a szokás a keresztény korban is folytatódott, és a 2–3. században a jóslatok egészen új csoportja alakult ki. Emiatt a Szibillai jóslatokat három csoportba oszthatjuk: eredetükre nézve lehetnek pogányok, zsidók vagy keresztények, bár néha nem könnyű eldönteni hovatartozásukat. E jóslatokat gyakran idézték a korai egyházatyák és keresztény írók, mint Szent Jusztinusz (†166), Antiochiai Szent Teofilosz (†183), Lactantius (†325 k.) és Szent Ágoston (†430), de a pogányság visszaszorításával a középkor végére elvesztették jelentőségüket.

## Bibliai apokrifek
A bibliai apokrifek (katolikus szóhasználattal apokrifek, protestáns szóhasználattal pszeudoepigrafák) a bibliai könyvekhez hasonló zsidó és keresztény iratok, amelyeket szerzőjük ugyan isteni kinyilatkoztatásként, szent iratként tárt a nyilvánosság elé, de mégsem szerepelnek a mai Biblia könyvei között. 